# 扎兰屯成吉思汗机场
扎蘭屯成吉思汗機場是中國內蒙古自治区呼倫貝爾市扎蘭屯市的一個民用機場，位於成吉思汗鎮東德勝村附近，距市中心14.2公里。机场按满足2020年旅客吞吐量28万人次、货邮吞吐量1400吨的目标设计，飞行区等级指标4C，主要建设内容包括：
- 新建1条长2500米、宽45米的跑道和1条垂直联络道，跑道主降方向设置I类精密进近灯光系统和仪表着陆系统、次降方向设置B型简易灯光系统；
- 新建3000平方米的航站楼、4个机位的站坪、4000平方米的停车场、1200平方米的综合楼、1460平方米的综合业务用房；
- 新建1座塔台、600平方米的航管楼，配套建设通信、气象、消防救援、供电、给排水、供热、供冷、供气、供油等设施。

扎兰屯民用机场项目于2013年6月9日獲國務院、中央軍委批覆，2014年9月底获国家发改委批复。2014年11月13日，中国民航局正式同意该机场命名为“扎兰屯成吉思汗机场”，2016年12月28日机场正式通航。机场项目总投资4.67亿元，其中国家发改委安排中央预算内投资1.1亿元，民航局安排民航发展基金1.53亿元，内蒙古自治区政府安排财政性资金0.6亿元，其余投资由呼伦贝尔市政府和扎兰屯市政府按等比例安排财政性资金解决。

## 航线
| 航空公司       | 目的地             |
| -------------- | ------------------ |
| 华夏航空（G5） | 呼和浩特、呼伦贝尔 |
| 河北航空（NS） | 北京/大興          |
| 奥凯航空（BK） | 天津               |